# Chilostoma acrotricha
Chilostoma acrotricha is een slakkensoort uit de familie van de Helicidae. De wetenschappelijke naam van de soort is voor het eerst geldig gepubliceerd in 1877 door P. Fischer.